# Bisin, Syria
Bisin (tiếng Ả Rập: بيصين, cũng đánh vần Biseen) là một ngôi làng ở phía tây bắc Syria, một phần hành chính của Tỉnh Hama, nằm ở phía tây nam của Hama. Các địa phương lân cận bao gồm Billin ở phía bắc, al-Muaa ở phía đông bắc, Deir al-Fardis ở phía đông, Mousa al-Houla ở phía đông nam, Tell Dahab và Houla ở phía nam, Aqrab và Baarin ở phía tây nam, al-Bayyadiyah phía tây và al-Suwaydah ở phía tây bắc. Theo Cục Thống kê Trung ương Syria, Bisin có dân số 3.224 người trong cuộc điều tra dân số năm 2004. Cư dân của nó chủ yếu là Alawites.